# Bibelstechen
Beim Bibelstechen (auch Bibelorakel genannt) wird die Bibel ziellos aufgeschlagen und an der solchermaßen, nämlich ohne viel Überlegung, getroffenen Bibelstelle ein Vers oder Kapitel gelesen. Vor allem in christlichen Haushalten ist dies ein alter Silvesterbrauch. Des Weiteren wird Bibelstechen – unter anderem von manchen Evangelikalen und Pietisten– verwendet, um wahrzusagen oder Rat einzuholen.

## Silvesterbrauch
Dabei wird in der Nacht der Jahreswende mit dem Daumen seitlich die Bibel geöffnet und dann blind auf eine Stelle gehalten. Was hier im Bibeltext steht, soll Aufschluss über das kommende Jahr bringen.

## Wahrsagen
Zu einer Form der Wahrsagerei wird das willkürliche Aufschlagen der Bibel, wenn es mit der Annahme geschieht, dass das Aufschlagen von Gott bzw. vom Heiligen Geist geleitet wird und die auf diese Weise bestimmte Bibelstelle als göttliche Antwort auf eine gestellte Frage verstanden wird. Denkbare Fragestellungen könnten dabei solche nach dem richtigen Verhalten in einer bestimmten Situation oder nach den möglichen Folgen einer Entscheidung sein.

## Franz von Assisi
Die Dreigefährtenlegende berichtet über die frühesten Anfänge des Franziskaner-Ordens, Franz von Assisi und seine ersten beiden Gefährten, Bernardo di Quintavalle und Pietro Cattani, hätten Gott bibelstechend nach ihrem Auftrag befragt. Als ihr Lebensprogramm nahmen sie die drei so gefundenen Bibelstellen an:
- „Wenn du vollkommen sein willst, geh, verkauf deinen Besitz und gib das Geld den Armen; so wirst du einen bleibenden Schatz im Himmel haben; dann komm und folge mir nach.“ (Mt 19,21 EU)
- „Nehmt nichts mit auf den Weg, keinen Wanderstab und keine Vorratstasche, kein Brot, kein Geld und kein zweites Hemd.“ (Lk 9,3 EU)
- „Wer mein Jünger sein will, der verleugne sich selbst, nehme täglich sein Kreuz auf sich und folge mir nach.“ (Lk 9,23 EU)